# Jaume Giró i Ribas
Jaume Giró i Ribas (Badalona, 1964) és un periodista i gestor empresarial català, que va exercir de conseller d'Economia i Hisenda de la Generalitat de Catalunya entre el 26 de maig de 2021 i l'octubre del 2022. Ha forjat la seva trajectòria al nucli dur de l'Ibex 35 i ha tingut més de 100 càrrecs empresarials en 68 societats des del principi dels 2000: fou director general de la Fundació Bancària "la Caixa" i director general de comunicació i gabinet de presidència de Gas Natural, director general corporatiu de Repsol, president de Petrocat i conseller de Petronor.

## Biografia
Graduat en Ciències de la informació a la Universitat de Navarra i en Administració i direcció d'empreses per ESADE. El 2004, després de 14 anys al grup Gas Natural, va ser nomenat director general de comunicació i gabinet de presidència a Repsol YPF. Del 2007 al 2009, va exercir com a president de Petrocat i com a Conseller de Petronor. Del 2005 la 2009, Giró va ser apoderat d'un mínim de 31 societats del grup petrolier. Va tenir càrrecs tant en empreses que operen en territori espanyol com en d'altres que gestionen explotacions d'hidrocarburs arreu del món. En alguns casos, en societats que fan negoci en dictadures com la Guinea Equatorial de Teodoro Obiang, la Líbia de Moammar al-Gaddafi o el Kazakhstan de Nursultan Nazarbàiev, i en territoris en conflicte com l'Amazònia com a apoderat solidari de Repsol OCP de Ecuador, SA, l'empresa del grup encarregada de la construcció del denominat oleoducte de cru pesant (OCP) que transporta petroli per l'interior de la reserva mundial de la biosfera Parc Nacional Yasuní.
El 2009 es va incorporar al grup "la Caixa" com a director executiu i més tard va convertir-se en director general adjunt de CaixaBank. Del 2014 al 2019 va ser director general de la Fundació Bancària "la Caixa". Durant els seus dos darrers anys a l'entitat, es va distanciar d'Isidre Fainé arran del trasllat exprés de la seu de CaixaBank a València, i La Fundació Bancària "la Caixa" i Criteria Caixa a Palma, per frenar la pèrdua de dipòsits provocada per la «inestabilitat política». Va ser membre de la comissió d'estratègia de Criteria Caixa, braç inversor de la Fundació Bancària "la Caixa".
Del 2017 al 2019, va ser el President del Consell de Mecenatge de la Fundació del Gran Teatre del Liceu. El 2020, va fundar Giró Consultants i va assumir el càrrec d'editor del diari en línea The New Barcelona Post. El 2020, també es va integrar com a vicepresident a la candidatura de Joan Laporta, candidat a les eleccions a la presidència del Futbol Club Barcelona de 2021, tot i que va renunciar a ocupar el càrrec un cop guanyades les eleccions.
El 22 de maig del 2021, durant la formació del Govern de Catalunya 2021-2025, fou proposat per Junts per Catalunya com a conseller d'Economia i Hisenda, tot i que no seria vicepresident del Govern, un càrrec que havia estat lligat al conseller d'Economia des de 2015. Va deixar el càrrec l'octubre de 2022 en trencar-se el govern entre Junts i ERC.
El 2024 es presenta a les eleccions al Parlament de Catalunya com a 11è a la llista per Barcelona de Junts per Catalunya.
Des d'octubre de 2024 és encarregat de fiscalitat justa i economia productiva del seu partit.